# 双章鱼属
双章鱼属，又名类蛸属、两鳍蛸属:633，动物界軟體動物門頭足綱八腕目章鱼科的一个属，包括边蛸、沙蛸等物种。

## 描述
双章鱼属的成员生活在热带和亚热带水域，主要分布在太平洋和印度洋，但在大西洋也有分布。该属物种的特点是腕长约为胴体长度的两到三倍，侧膜深，腕间膜浅
。
该属可进一步分为两个亚组，一组有眼点，另一组没有眼点。

## 分类沿革

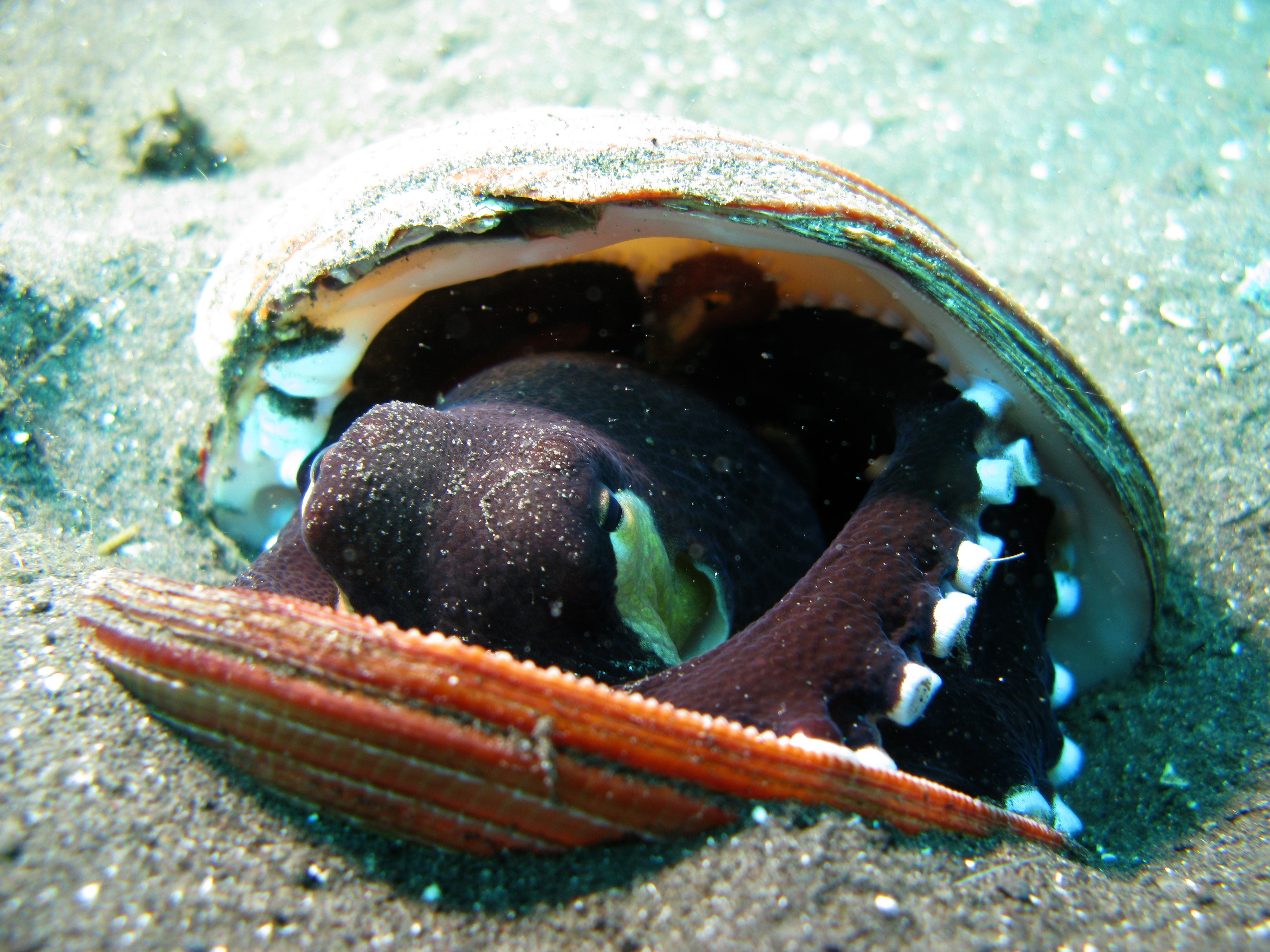
藏在两种不同双壳纲贝壳之间的边蛸

1882年，双章鱼属（Amphioctopus）最初由保罗·亨利·费舍尔描述，他指定當時已被發表的膜蛸（Octopus membranaceus Quoy & Gaimard, 1832）为本屬的模式种。1929年，Robson在其对章鱼的分类學文獻回顧中将膜蛸（A. membranaceus）视为疑难名，他認為此類群的某些特徵與當時章魚屬的飯蛸（O. areolatus de Haan, 1839–1841）相似，因此将双章鱼属併回章魚屬，并將其命名为“沙蛸複合群”（O. aegina species complex），由此“双章鱼属”被认为是无效類群。2002年，Gleadall認為沙蛸複合群與章魚屬是不同類群，应恢复“双章鱼属”（Amphioctopus）為此類群的属名，但在2004年，他正式将沙蛸複合群重新獨立為以飯蛸（O. fangsiao d' Orbigny, 1839–1841）为模式种的Schizoctopus属，Schizoctopus属最早于1886年由威廉·伊萬斯·霍伊尔描述。2005年，Huffard和Hochberg認為Robson當年在證據不充足的情況下過早下了定論，理由是他檢視的選模式標本狀況不佳、本類群個物種間型態差異不大且模式產地也尚未確認。兩位學者便推翻Robson将A. membranaceus定为疑名的決定，並恢复了此類群的原属名双章鱼属（Amphioctopus），同時將Schizoctopus認定為Amphioctopus的次異名。但當時對於本屬某些物種仍未有足夠的特徵描述，因此兩人依舊認定此類群為沙蛸複合群。近年來，數篇涵蓋此類群的親緣關係研究發現，不管是利用NJ法、MP法、最大概似估計或貝葉斯法分析粒線體DNA後，最終所提出的假說皆支持本屬為一單系群。

## 物种
| 学名                       | 中文名                 | 备注     |
| -------------------------- | ---------------------- | -------- |
| Amphioctopus aegina        | 白線章魚、沙蛸、砂蛸   |          |
| Amphioctopus arenicola     |                        |          |
| Amphioctopus burryi        | 褐带蛸                 |          |
| Amphioctopus exannulatus   | 無環帶蛸、無環章魚     |          |
| Amphioctopus fangsiao      | 飯蛸、短蛸             |          |
| Amphioctopus kagoshimensis | 鹿儿岛蛸               |          |
| Amphioctopus marginatus    | 边蛸、条纹蛸、條紋章魚 |          |
| Amphioctopus membranaceus  | 膜蛸                   | 模式种   |
| Amphioctopus mototi        | 毒蛸                   |          |
| Amphioctopus neglectus     | 忽蛸                   |          |
| Amphioctopus ovulum        | 卵蛸                   |          |
| Amphioctopus polyzenia     | 腕带蛸                 |          |
| Amphioctopus rex           | 皇帝章魚、雷克斯蛸     |          |
| Amphioctopus robsoni       | 罗氏蛸                 |          |
| Amphioctopus siamensis     | 暹罗蛸                 |          |
| Amphioctopus varunae       | 伐楼拿蛸               |          |
| Amphioctopus carolinensis  |                        | 待考分类 |
| Amphioctopus granulatus    |                        | 待考分类 |
| Amphioctopus pulcher       |                        | 待考分类 |

## 备注
1. ↑  该属所在的章魚科均无鳍（英语：Cephalopod fin）[4]
2. ↑  不要与肠腕蛸属的肠腕蛸（Enteroctopus membranaceus Rochebrune and Mabille, 1889）混淆
3. ↑  “Schizoctopus”一词由“Schiz”和“octopus”构成，分别以为“分裂”[8]和“章鱼”
4. ↑  《世界头足类》收录了“两鳍蛸属”[3]:633，但表中沙蛸[3]:643、褐带蛸[3]:650-651、无环带蛸[3]:656-657、饭蛸[3]:657、鹿儿岛蛸[3]:661、边蛸[3]:665、膜蛸[3]:667、毒蛸[3]:669、腕带蛸[3]:673、忽蛸[3]:687、雷克斯蛸[3]:690、罗氏蛸[3]:690和伐楼拿蛸[3]:691等的物种介绍均列在“蛸属”（Octopus）章节。
5. ↑  短蛸（Octopus ocellatus）和飯蛸（Octopus fangsiao）在《世界头足类》中被視為不同物种。[3]:657,671
6. ↑  边蛸（Octopus marginatus）和条纹蛸（Octopus striolatus）在《世界头足类》中被視為不同物种。[3]:665,691